# Cúp bóng đá Nam Mỹ 2001
Cúp bóng đá Nam Mỹ 2001 là Cúp bóng đá Nam Mỹ lần thứ 40, diễn ra ở Colombia từ 11 đến 29 tháng 7 năm 2001. Giải đấu có 12 đội tuyển tham gia, trong đó, Argentina không tham dự do lo ngại an ninh, México, Honduras và Costa Rica là những đội khách mời từ CONCACAF, Canada đã rút lui vào phút chót, 12 đội chia làm 3 bảng 4 đội để chọn ra 2 đội đứng đầu bảng và đội đứng thứ ba xuất sắc nhất lọt vào vòng trong. Chủ nhà Colombia giành chức vô địch đầu tiên sau khi vượt qua México ở trận chung kết.

## Địa điểm
| Barranquilla                  | Medellín                                              | Bogotá                                                |
| ----------------------------- | ----------------------------------------------------- | ----------------------------------------------------- |
| Sân vận động đô thị           | Sân vận động Atanasio Girardot                        | Sân vận động El Campín                                |
| Sức chứa: 60.000              | Sức chứa: 52.000                                      | Sức chứa: 48.300                                      |
|                               |                                                       |                                                       |
| Cali                          | ArmeniaBarranquillaBogotáCaliManizalesMedellínPereira | ArmeniaBarranquillaBogotáCaliManizalesMedellínPereira |
| Sân vận động Pascual Guerrero | ArmeniaBarranquillaBogotáCaliManizalesMedellínPereira | ArmeniaBarranquillaBogotáCaliManizalesMedellínPereira |
| Sức chứa: 45.625              | ArmeniaBarranquillaBogotáCaliManizalesMedellínPereira | ArmeniaBarranquillaBogotáCaliManizalesMedellínPereira |
|                               | ArmeniaBarranquillaBogotáCaliManizalesMedellínPereira | ArmeniaBarranquillaBogotáCaliManizalesMedellínPereira |
| Manizales                     | Pereira                                               | Armenia                                               |
| Sân vận động Palogrande       | Sân vận động Hernán Ramírez Villegas                  | Sân vận động Centenario                               |
| Sức chứa: 36.553              | Sức chứa: 30.313                                      | Sức chứa: 29.000                                      |
|                               |                                                       |                                                       |

## Vòng bảng

### Bảng A
| Đội       | Pld | W | D | L | GF | GA | GD | Pts |
| --------- | --- | - | - | - | -- | -- | -- | --- |
| Colombia  | 3   | 3 | 0 | 0 | 5  | 0  | +5 | 9   |
| Chile     | 3   | 2 | 0 | 1 | 5  | 3  | +2 | 6   |
| Ecuador   | 3   | 1 | 0 | 2 | 5  | 5  | 0  | 3   |
| Venezuela | 3   | 0 | 0 | 3 | 0  | 7  | −7 | 0   |

| Ecuador   | 1–4 | Chile                                          |
| --------- | --- | ---------------------------------------------- |
| Chalá 77' |     | Navia 29' · Montecinos 73', 90' · Corrales 85' |

| Colombia                               | 2–0 | Venezuela |
| -------------------------------------- | --- | --------- |
| Grisales 15' · Aristizábal 59' (ph.đ.) |     |           |

| Chile          | 1–0 | Venezuela |
| -------------- | --- | --------- |
| Montecinos 78' |     |           |

| Colombia        | 1–0 | Ecuador |
| --------------- | --- | ------- |
| Aristizábal 29' |     |         |

| Ecuador                                       | 4–0 | Venezuela |
| --------------------------------------------- | --- | --------- |
| Delgado 19', 63' · Fernández 29' · Méndez 60' |     |           |

| Colombia                              | 2–0 | Chile |
| ------------------------------------- | --- | ----- |
| Aristizábal 10' (ph.đ.) · Arriaga 90' |     |       |

### Bảng B
| Đội      | Pld | W | D | L | GF | GA | GD | Pts |
| -------- | --- | - | - | - | -- | -- | -- | --- |
| Brasil   | 3   | 2 | 0 | 1 | 5  | 2  | +3 | 6   |
| México   | 3   | 1 | 1 | 1 | 1  | 1  | 0  | 4   |
| Perú     | 3   | 1 | 1 | 1 | 4  | 5  | −1 | 4   |
| Paraguay | 3   | 0 | 2 | 1 | 4  | 6  | −2 | 2   |

| Perú                                      | 3–3 | Paraguay                      |
| ----------------------------------------- | --- | ----------------------------- |
| Lobatón 16' · Pajuelo 57' · Del Solar 72' |     | Ferreira 23', 64' · Garay 90' |

| Brasil | 0–1 | México              |
| ------ | --- | ------------------- |
|        |     | Borgetti 5' (ph.đ.) |

| Brasil                      | 2–0 | Perú |
| --------------------------- | --- | ---- |
| Guilherme 9' · Denílson 85' |     |      |

| Paraguay | 0–0 | México |
| -------- | --- | ------ |
|          |     |        |

| Perú       | 1–0 | México |
| ---------- | --- | ------ |
| Holsen 48' |     |        |

| Brasil                                 | 3–1 | Paraguay              |
| -------------------------------------- | --- | --------------------- |
| Alex 60' · Belletti 89' · Denílson 90' |     | Alvarenga 11' (ph.đ.) |

### Bảng C
| Đội        | Pld | W | D | L | GF | GA | GD | Pts |
| ---------- | --- | - | - | - | -- | -- | -- | --- |
| Costa Rica | 3   | 2 | 1 | 0 | 6  | 1  | +5 | 7   |
| Honduras   | 3   | 2 | 0 | 1 | 3  | 1  | +2 | 6   |
| Uruguay    | 3   | 1 | 1 | 1 | 2  | 2  | 0  | 4   |
| Bolivia    | 3   | 0 | 0 | 3 | 0  | 7  | −7 | 0   |

| Bolivia | 0–1 | Uruguay       |
| ------- | --- | ------------- |
|         |     | Chevantón 60' |

| Honduras | 0–1 | Costa Rica   |
| -------- | --- | ------------ |
|          |     | Wanchope 63' |

| Uruguay        | 1–1 | Costa Rica   |
| -------------- | --- | ------------ |
| C. Morales 53' |     | Wanchope 28' |

| Honduras         | 2–0 | Bolivia |
| ---------------- | --- | ------- |
| Guevara 53', 68' |     |         |

| Bolivia | 0–4 | Costa Rica                                  |
| ------- | --- | ------------------------------------------- |
|         |     | Wanchope 45', 71' · Bryce 63' · Fonseca 84' |

| Honduras    | 1–0 | Uruguay |
| ----------- | --- | ------- |
| Guevara 86' |     |         |

### Thứ tự các đội xếp thứ ba
| Bảng | Đội     | Pld | W | D | L | GF | GA | GD | Pts |
| ---- | ------- | --- | - | - | - | -- | -- | -- | --- |
| C    | Uruguay | 3   | 1 | 1 | 1 | 2  | 2  | 0  | 4   |
| B    | Perú    | 3   | 1 | 1 | 1 | 4  | 5  | −1 | 4   |
| A    | Ecuador | 3   | 1 | 0 | 2 | 5  | 5  | 0  | 3   |

## Vòng đấu loại trực tiếp
|  | Tứ kết                 | Tứ kết                 |                      |       | Bán kết       | Bán kết       |  |  | Chung kết | Chung kết |
|  |                        |                        |                      |       |               |               |  |  |           |           |
|  | 22 tháng 7 - Pereira   |                        |                      |       |               |               |  |  |           |           |
|  |                        |                        |                      |       |               |               |  |  |           |           |
|  | Chile                  | 0                      |                      |       |               |               |  |  |           |           |
|  | Chile                  | 0                      | 25 tháng 7 - Pereira |       |               |               |  |  |           |           |
|  | México                 | 2                      |                      |       |               |               |  |  |           |           |
|  | México                 | 2                      | México               | 2     |               |               |  |  |           |           |
|  | 22 tháng 7 - Armenia   |                        | México               | 2     |               |               |  |  |           |           |
|  |                        | Uruguay                | 1                    |       |               |               |  |  |           |           |
|  | Uruguay                | Uruguay                | 1                    | 2     |               |               |  |  |           |           |
|  | Uruguay                |                        | 29 Jtháng 7 - Bogotá | 2     |               |               |  |  |           |           |
|  | Costa Rica             | 1                      |                      |       |               |               |  |  |           |           |
|  | Costa Rica             | 1                      | México               | 0     |               |               |  |  |           |           |
|  | 23 tháng 7 - Manizales |                        | México               | 0     |               |               |  |  |           |           |
|  |                        | Colombia               | 1                    |       |               |               |  |  |           |           |
|  | Brasil                 | Colombia               | 1                    | 0     |               |               |  |  |           |           |
|  | Brasil                 | 26 tháng 7 - Manizales |                      | 0     |               |               |  |  |           |           |
|  | Honduras               | 2                      |                      |       |               |               |  |  |           |           |
|  | Honduras               | 2                      | Honduras             | 0     |               |               |  |  |           |           |
|  | 23 tháng 7 - Armenia   |                        | Honduras             | 0     |               |               |  |  |           |           |
|  |                        | Colombia               | 2                    |       | Tranh hạng ba | Tranh hạng ba |  |  |           |           |
|  | Colombia               | Colombia               | 2                    | 3     | Tranh hạng ba | Tranh hạng ba |  |  |           |           |
|  | Colombia               |                        | 28 tháng 7 - Bogotá  | 3     |               |               |  |  |           |           |
|  | Perú                   | 0                      |                      |       |               |               |  |  |           |           |
|  | Perú                   | 0                      | Uruguay              | 2 (4) |               |               |  |  |           |           |
|  |                        |                        |                      |       |               |               |  |  |           |           |
|  | Honduras (pen.)        | 2 (5)                  |                      |       |               |               |  |  |           |           |
|  | Honduras (pen.)        | 2 (5)                  |                      |       |               |               |  |  |           |           |

### Tứ kết
| Chile | 0–2 | México                    |
| ----- | --- | ------------------------- |
|       |     | Arellano 17' · Osorno 78' |

| Uruguay                      | 2–1 | Costa Rica   |
| ---------------------------- | --- | ------------ |
| Lemos 61' (ph.đ.) · Lima 87' |     | Wanchope 52' |

| Brasil | 0–2 | Honduras               |
| ------ | --- | ---------------------- |
|        |     | S. Martínez 57', 90+4' |

| Colombia                             | 3–0 | Perú |
| ------------------------------------ | --- | ---- |
| Aristizábal 50', 69' · Hernández 66' |     |      |

### Bán kết
| México                                 | 2–1 | Uruguay        |
| -------------------------------------- | --- | -------------- |
| Borgetti 14' · García Aspe 67' (ph.đ.) |     | R. Morales 32' |

| Colombia                    | 2–0 | Honduras |
| --------------------------- | --- | -------- |
| Bedoya 6' · Aristizábal 63' |     |          |

### Tranh hạng ba
| Uruguay                                           | 2–2 | Honduras                                           |
| ------------------------------------------------- | --- | -------------------------------------------------- |
| Bizera 22' · A. Martínez 45'                      |     | S. Martínez 14' · Izaguirre 42'                    |
| Loạt sút luân lưu                                 |     |                                                    |
| Sorondo · Gutiérrez · Rodríguez · Lemos · Olivera | 4–5 | Pineda · S. Martínez · García · Medina · Izaguirre |

### Chung kết
| Colombia       | 1–0    | México |
| -------------- | ------ | ------ |
| I. Córdoba 65' | Report |        |

### Vô địch
| Vô địch Copa América 2001 Colombia Lần thứ nhất |

## Danh sách cầu thủ ghi bàn
| 6 bàn - Víctor Aristizábal 5 bàn - Paulo César Wanchope | 3 bàn - Cristian Montecinos - Amado Guevara - Saul Martínez | 2 bàn - Denilson - Agustín Delgado - Jared Borgetti - Virgilio Ferreira |

1 bàn
| - Alex - Juliano Belletti - Guilherme - Marcelo Corrales - Reinaldo Navia - Eulalio Arriaga - Gerardo Bedoya - Grisales - Giovanny Hernández - Iván Córdoba - Steven Bryce | - Rolando Fonseca - Cléber Chalá - Ángel Fernández - Edison Méndez - Júnior Izaguirre - Jesús Arellano - Alberto García Aspe - Daniel Osorno - Guido Alvarenga - Silvio Garay - José del Solar | - Roberto Holsen - Abel Lobatón - Juan Pajuelo - Joe Bizera - Javier Chevantón - Carlos Morales - Rodrigo Lemos - Pablo Lima - Andrés Martínez - Richard Morales |

## Bảng xếp hạng giải đấu
| Pos                 | Đội        | Pld | W | D | L | GF | GA | GD  | Pts | Eff    |
| ------------------- | ---------- | --- | - | - | - | -- | -- | --- | --- | ------ |
| 1                   | Colombia   | 6   | 6 | 0 | 0 | 11 | 0  | +11 | 18  | 100.0% |
| 2                   | México     | 6   | 3 | 1 | 2 | 5  | 3  | +2  | 10  | 55.6%  |
| 3                   | Honduras   | 6   | 3 | 1 | 2 | 7  | 5  | +2  | 10  | 55.6%  |
| 4                   | Uruguay    | 6   | 2 | 2 | 2 | 7  | 7  | 0   | 8   | 44.4%  |
| Bị loại ở tứ kết    |            |     |   |   |   |    |    |     |     |        |
| 5                   | Costa Rica | 4   | 2 | 1 | 1 | 7  | 3  | +4  | 7   | 58.3%  |
| 6                   | Brasil     | 4   | 2 | 0 | 2 | 5  | 4  | +1  | 6   | 50.0%  |
| 7                   | Chile      | 4   | 2 | 0 | 2 | 5  | 5  | 0   | 6   | 50.0%  |
| 8                   | Perú       | 4   | 1 | 1 | 2 | 4  | 8  | −4  | 4   | 33.3%  |
| Bị loại ở vòng bảng |            |     |   |   |   |    |    |     |     |        |
| 9                   | Ecuador    | 3   | 1 | 0 | 2 | 5  | 5  | 0   | 3   | 33.3%  |
| 10                  | Paraguay   | 3   | 0 | 2 | 1 | 4  | 6  | −2  | 2   | 22.2%  |
| 11                  | Bolivia    | 3   | 0 | 0 | 3 | 0  | 7  | −7  | 0   | 0.0%   |
| 12                  | Venezuela  | 3   | 0 | 0 | 3 | 0  | 7  | −7  | 0   | 0.0%   |

## Bài hát chính thức
Bài hát chính thức của giải là Irresistible thể hiện bởi ca sĩ người Mỹ Jessica Simpson.